# تقرير الكوكب الحي
تقرير الكوكب الحي (بالإنجليزية: Living Planet Report)‏، هو تقرير تحليلي للصندوق العالمي للطبيعة يصدر كُل عامين بدءً من عام 1998 ويدرس الوضع الحالي لهذا الكوكب (المحيط الحيوي) وآثار النشاط البشري. ويسلط الضوء على أن الطلبات الحالية المفروضة على الطبيعة تتجاوز القدرات المستدامة للبيئة الطبيعية.